# Рамсер (Північна Кароліна)
Рамсер (англ. Ramseur) — місто (англ. town) в США, в окрузі Рендолф штату Північна Кароліна. Населення — 1774 особи (2020).

## Географія
Рамсер розташований за координатами 35°44′13″ пн. ш. 79°39′17″ зх. д. / 35.73694° пн. ш. 79.65472° зх. д. (35.737063, -79.654770).  За даними Бюро перепису населення США в 2010 році місто мало площу 5,76 км², з яких 5,07 км² — суходіл та 0,69 км² — водойми.

## Демографія
Згідно з переписом 2010 року, у місті мешкали 1692 особи в 640 домогосподарствах у складі 420 родин. Густота населення становила 294 особи/км².  Було 747 помешкань (130/км²).
Расовий склад населення:
| - 75,6 % — білих - 12,6 % — чорних або афроамериканців - 1,4 % — азіатів - 1,0 % — корінних американців - 6,4 % — осіб інших рас |

До двох чи більше рас належало 3,0 %. Частка іспаномовних становила 15,2 % від усіх жителів.
За віковим діапазоном населення розподілялося таким чином: 25,4 % — особи молодші 18 років, 54,3 % — особи у віці 18—64 років, 20,3 % — особи у віці 65 років та старші. Медіана віку мешканця становила 39,5 року. На 100 осіб жіночої статі у місті припадало 91,4 чоловіків;  на 100 жінок у віці від 18 років та старших — 81,6 чоловіків також старших 18 років.
Середній дохід на одне домашнє господарство  становив 39 525 доларів США (медіана — 30 000), а середній дохід на одну сім'ю — 42 148 доларів (медіана — 32 708). Медіана доходів становила 34 375 доларів для чоловіків та 30 938 доларів для жінок. За межею бідності перебувало 35,1 % осіб, у тому числі 58,2 % дітей у віці до 18 років та 11,9 % осіб у віці 65 років та старших.
Цивільне працевлаштоване населення становило 685 осіб. Основні галузі зайнятості: виробництво — 26,4 %, роздрібна торгівля — 14,3 %, освіта, охорона здоров'я та соціальна допомога — 12,1 %.